# Communauté d’agglomération du Gapençais
Die Communauté d’agglomération du Gapençais war ein französischer Gemeindeverband mit der Rechtsform einer Communauté d’agglomération im Département Hautes-Alpes in der Region Provence-Alpes-Côte d’Azur. Sie wurde am 1. Januar 2014 gegründet und umfasste drei Gemeinden. Der Verwaltungssitz befand sich in der Stadt Gap.

## Historische Entwicklung
Der Gemeindeverband wurde am 1. Januar 2017 mit der Communauté de communes de Tallard-Barcillonnette sowie mit den Gemeinden Claret und Curbans aus der Communauté de communes de La Motte du Caire-Turriers zur Communauté d’agglomération Gap-Tallard-Durance zusammengeschlossen.

## Ehemalige Mitgliedsgemeinden
1. Gap
2. La Freissinouse
3. Pelleautier